# Tontxu
Juan Antonio Ipiña García (Bilbao; 17 de agosto de 1972), más conocido como Tontxu, es un cantautor español.

## Biografía
Su primera guitarra se la regaló Moncho Borrajo, que era amigo de la familia. Compositor de sus canciones desde que mostrara a su madre la primera a los 11 años de edad. A los 22 años se trasladó a Madrid con más de 300 escritas.
En 1990 comenzó a trabajar como locutor en la emisora de 40 Principales de Bilbao, donde estuvo durante cinco años. Más tarde se trasladó a Madrid, donde comenzó a cantar en el café Libertad 8. y en otros cafés de la capital. En 1996 firma con EMI Odeon, con los que realiza sus primeros discos: Se vende (1997) —por el que es nominado como Autor Revelación en los Premios de la Música—, Corazón de mudanza (1998), Con un canto en los dientes (2000) y Básico (2001). Este disco cierra el ciclo con la compañía como un recopilatorio que incluye solo dos canciones nuevas: «Vuelvo» y «Chueca». Liberado de esta compañía, en 2002 firma con TOOL Music, con los que realiza: Contacto con la realidad (2004) y Cuerdas vocales y consonantes (2005).
En 2006 vuelve a la radio para trabajar en Onda Cero como colaborador en el programa Te doy mi palabra, dirigido y presentado por Isabel Gemio. En marzo de 2010 realiza su primera gira por Argentina. Vuelve el mes de octubre del mismo año para grabar un disco acompañado solamente por su guitarra, que llevará por título Tontxu solo. Grabado en el estudio Solo sound (recording) studio en El Calafate. Un disco que contiene canciones de sus trabajos anteriores, más cinco temas inéditos. Visita por segunda vez Santiago de Chile, igualmente en México donde actúa en varias ediciones del Trovefest.
El 14 de septiembre nace su primera hija, Leire Ipiña Herráiz. La que hereda el don de componer y cantar con un gusto exquisito impropio de su edad y a los 15 años interpreta en francés (adaptado por ella misma) el tema "Fue solamente un beso" en el álbum Invental.
El 25 de febrero de 2015 ingresa como miembro de la Junta Directiva de la SGAE, de la Comisión de Asuntos Internacionales, la Comisión de Ayuda Social para autores (APS) y en 2016 como Director Institucional de la Fundación Autor SGAE. El 24 de junio de 2015 nace su segunda hija Carla Leonor Ipiña González.
En 2016 publica su noveno disco titulado Cicatrizando con la colaboración de amigos autores como Laura Granados, Javier Ruibal, Carlos Chaouen, María Toledo y Road Ramos. En 2018 nace su tercer hijo, Bosco Ipiña González.
Su décimo disco de estudio Tr3inta y tr3s sale a la luz en el mes de marzo de 2019, un disco lleno de luz con temas creados en la inspiradora y tranquila Sierra de Gata (Cáceres, España)
En julio de 2019 es nombrado Director Institucional de Fundación SGAE. En 2021 publica Invental, una revisión y readaptación de sus temas más conocidos, arreglados esta vez por el autor, productor y arreglista cubano Edgar Olivero. En él invita a varios amigos a celebrar el 25.º Aniversario de su carrera. Juanra Arnáiz, Joan Tena, Edgar Oceransky, Bebe, Edgar Olivero, Gustavo Almeida, PHOS, Arahí Martínez Carranza "La Reina Blanca", Leire Ipiña y Luis Felipe Barrio. Este disco fue dedicado a la memoria de su amigo Rafael Berrio, y sus compañeros Pau Donés (Jarabe de Palo) y Luis Eduardo Aute.

## Colaboraciones
Tontxu apadrinó a algunos autores de la escena madrileña como Luis Ramiro o Marwán. Además, ha colaborado con Kepa Junkera —que ya participó en As de guía de su primer disco—, participando en su disco Maren (2001).
Han cantado sus canciones artistas como Inma Serrano, Joan Tena, Kiko Tovar, Amistades Peligrosas, Sheila Ríos, Cristina del Valle, etc.
Con él han cantado Víctor Manuel, Antonio Vega, Javier Ruibal, Laura Granados, Road Ramos, María Toledo, Javier Álvarez, Ella Baila Sola, Inma Serrano, Olga Cerpa del grupo canario Mestisay, Joan Tena, Ismael Serrano, Bebe, Marwán, Luis Ramiro, Alejandro Martínez, Pablo Sciuto, Kiko Tovar, Paco Bello, Cristina Narea, Paco Cifuentes, Luis Felipe Barrio y Matías Ávalos, Fede Comín, Conchita, Fernando Lobo, Nacho García Vega, Edgar Oceransky (México), Gustavo Almeida (Brasil), PHOS (rapero), Leire Ipiña (su hija), Juan Ramón Arnáiz (Guaraná), Edgar Olivero, entre otros.

## Lengua de signos española
Durante un tiempo, el cantautor español se solidarizó con las personas con discapacidad auditiva, por lo que en muchos de sus conciertos fue pionero en ir acompañado de una intérprete de lengua de signos, Évelin Vega a la que le une una gran amistad familiar.

## Discografía
- Anexo:Discografía de Tontxu

### Se Vende(1997)
Publicado por Emi-Odeón. En la canción "Risk", hace la segunda voz Marilia Andrés Casares, del dúo Ella baila sola. En "Tus modos", colaboran en los coros Hijas del sol. En "As de guía" toca la triki Kepa Junkera.
1. Fuego apagado
2. As de guía. Kepa Junkera colabora con la Trikitixa
3. Entiendes
4. Se vende
5. Tus modos
6. Ángel de puntillas
7. El caprichoso
8. Para tocar el cielo
9. Risk
10. Los muñecos quitapenas
11. Septiembre. Incluye un extra al terminar la canción, conocida como Shhh o Quiero cantar

### Corazón de mudanza(1998)
Grabado en septiembre de 1998 en Lisboa (Portugal), con Julio Pereira. Los coros femeninos los hace Olga Cerpa, del grupo Mestisay.
1. Qué fue aquello
2. Temprana
3. Corazón de mudanza
4. Aplausos
5. Todos dicen te quiero
6. Treinta y tantos
7. Madrid - Barcelona
8. Mientes
9. Gila
10. Copas en un bar

### Con un canto en los dientes(2000)
Tras un accidente de tráfico sufrido en verano de 1999 en Cuba, por el que tuvo que ingresar en el Hospital de Morón, publicó este disco en 2000 bajo el sello EMI-ODEON. Canta con Inma Serrano el tema Volvería a tropezar en esa piedra.
1. Somos de colores
2. No vale la pena
3. Con un canto en los dientes
4. Si esto se acaba
5. En el medio
6. Qué haría yo sin ti
7. Volvería a tropezar en esa piedra
8. Algo contigo (canción original de Chico Novarro).
9. La guerra más hermosa del mundo
10. La raíz
11. Erdian (en el medio)

### Tontxu Básico(2001)
Recopilatorio de los temas más aplaudidos, cantados en directo. Incluye dos temas nuevos: Vuelvo y Chueca. Además, recupera su mítico dueto con Antonio Vega en Para tocar el cielo. Se edita simultáneamente en DVD.
1. Treinta y tantos
2. Vuelvo
3. Risk
4. Fuego apagado
5. Para tocar el cielo
6. No vale la pena
7. Corazón de mudanza
8. Mientes
9. Madrid - Barcelona
10. Con un canto en los dientes
11. Ángel de puntillas
12. Chueca
13. Todos dicen te quiero
14. Somos de colores
15. En el medio

### Contacto con la realidad(2004)
Editado en 2004 bajo el sello Tool Music. Producido por Tontxu y Gonzalo Benavides. Contiene 12 temas de Tontxu y una adaptación de I Shall Sing de Van Morrison
1. Chat
2. Contacto con la realidad
3. Habitación 304
4. Margot
5. Homenaje a La Mandrágora
6. Príncipe azul
7. Reina
8. Saldo cero
9. Contigo puedo ser yo
10. Estás haciéndolo mal
11. Buscándote
12. Sí quiero
13. Te cantaré

### Cuerdas vocales y consonantes(2005)
Editado en 2005 bajo el sello Tool Music para Vale Music S.L.. El disco más intimista y sincero de Tontxu, producido por Nacho Béjar. "La canción del cotilla" es un dueto con Víctor Manuel
1. El destino de tu corazón
2. Sagrada
3. Creo en ti
4. La canción del cotilla Colaboración de Víctor Manuel
5. Enero
6. Amelie
7. Medicamentos para amar
8. La sinceridad como bandera
9. Querida Marta
10. A la rueda

### En el nombre del padre(2008)
Sale el 5 de noviembre de 2008 bajo el sello Factoría Autor. Grabado en los estudios CATA de Madrid en abril de 2008. Coproducido por Txarlie Solano, Tontxu.
1. Te amaré mejor
2. Dejar de quererte
3. Fue solamente un beso
4. Canciones prudentes de amor
5. Espíritu de contradicción
6. Libre
7. Monedita de mamá
8. Yo no he sido
9. Una rosa blanca
10. Marinero madrileño
11. La otra cara del amor
12. Doble moral

### Tontxu SOLO(2013)
Grabado en el otoño de 2010 en ‘Solo sound recording’ de El Calafate, Santa Cruz, Argentina. Ve la luz en España a principios de 2013. Contiene un DVD de la grabación del álbum y 2 CDs con canciones grabadas exclusivamente a guitarra y voz en lugares como el Glaciar Perito Moreno, las Cuevas del Walichu entre otros.
1. Pero no puedo
2. Fue solamente un beso
3. Te amaré mejor
4. En el medio
5. Corazón de mudanza
6. Si no es contigo
7. Amelie
8. Buscándote
9. Con un canto en los dientes
10. Chueca
11. Gota de agua
12. Todos dicen te quiero

1. Ángel de puntillas
2. La otra cara del amor
3. Madrid Barcelona
4. Marinero madrileño
5. Humo y viento
6. Para tocar el cielo
7. Yo no he sido
8. Una rosa blanca
9. De lo que dije anoche
10. Todo para los demás
11. Saldo cero
12. Bossalafate

### Cicatrizando(2016)
Noveno disco lanzado el 26 de febrero de 2016 con diferentes colaboraciones como Carlos Chaouen, Javier Ruibal, Laura Granados, María Toledo, Road Ramos.
1. Cicatrizando
2. Dominó
3. Los fantasmas de su niñez
4. Niña anciana
5. Mi máquina en tu vientre
6. Referente
7. La rumba la suegra
8. Si no es contigo
9. El cambio de timón de los 70
10. Chacarrera de Leire
11. Mataría a todo el mundo

### Tr3inta y tr3s(2019)
Décimo disco lanzado en marzo del año 2019. Canciones creadas en la inspiradora y tranquila Sierra de Gata (Cáceres, España).
1. Presente Perfecto Continuo
2. Conrazón a la Virulé
3. Sencillamente sencillo
4. La Zambra del Finlandés
5. Multinacional (con Diego Montoto)
6. La Breve
7. Nueva Casa
8. Original
9. Tobby & Mary
10. Praga
11. Adolescente

### Invental(2021)
1. "En el medio" con Juanra Arnáiz de Guaraná, Asturias
2. "Me asusté" con Joan Tena, Barcelona
3. "Para tocar el cielo" con Edgar Oceransky, México
4. "Corazón de mudanza" con Bebe, Extremadura
5. "Risk" con Edgar Olivero, Guantánamo, Cuba
6. "Treinta y tantos" con Gustavo Almeida, Brasil
7. "Chueca" con Arahí "La reina blanca de Santa Clara, Cuba"
8. "Fue solamente un beso" con Leire, Ámsterdam
9. "Te amaré mejor"versión con arreglos sinfónicos de Edgar Olivero
10. "Con un canto en los dientes" con Luis Felipe Barrio, Madrid
11. "Somos de colores" (Popourrí)